# Pansevitz

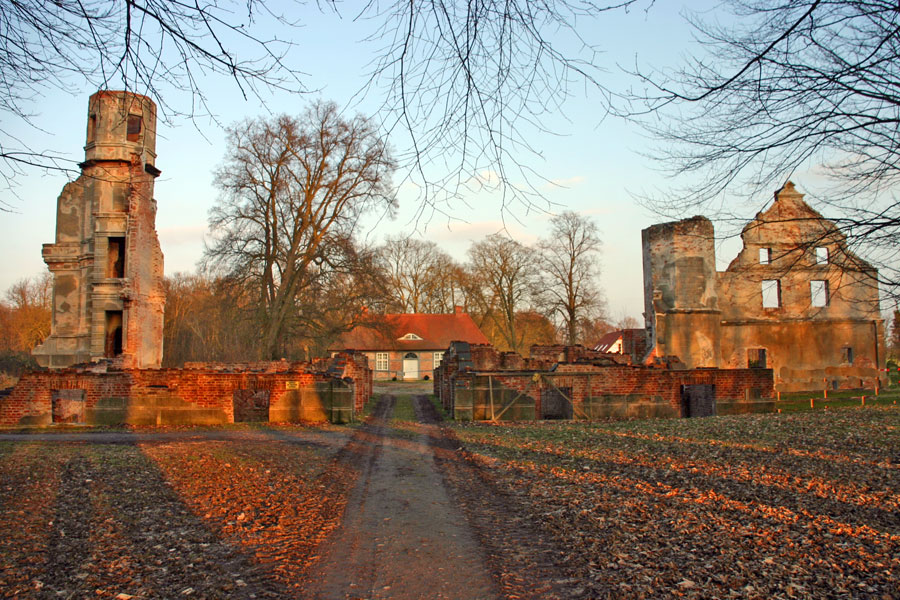
Ruiner av den tidigare herrgården

Pansevitz var ett slott i Kluis kommun på Rügen. Sedan 1963 är det en slottsruin. Det demonterades till stor del efter andra världskriget för att utvinna byggnadsmaterial. Familjen von Krassow ägde slottet från 1400-talet till 1892. Senare ägare har varit Knyphausen. Idag är det en stiftelse som har hand om slottsruinen och parken.